# Félix-Joseph De Hemptinne
Pour les autres membres de la famille, voir Famille de Hemptinne.
Félix-Joseph Dehemptinne ou De Hemptinne, né à Jauche le 20 février 1783 et mort à Gand, le 3 juillet 1848, est un industriel gantois du textile.

## Sa vie
Félix-Joseph est le fils de Jean-Lambert De Hemptinne et de Jeanne Françoise Drouin, et le frère d'Auguste-Donat De Hemptinne, pharmacien et professeur à l'Université libre de Bruxelles. Il épousa Henriette Lousbergs, née à Gand le 28 novembre 1796 et morte dans sa ville natale le 20 novembre 1827 à l'âge de trente ans, fille de l'important industriel du textile Hubert Lousbergs. Ils eurent comme enfants, Charles, Marie, Henri, Joseph, Jules et Louise.
Après son mariage il s'établit à Gand et à la suite de la mort de son beau-père Hubert Lousbergs le 2 août 1826, suivie en 1827 de celle de son épouse et de son beau-frère Henri Lousbergs, la firme Lousbergs passa en sa possession. Il dirigea à la mort de son autre beau-frère Ferdinand Lousbergs en 1859 tout leur patrimoine industriel.
En 1838, il fonda à Gand une importante usine de lin, la Société Linière de La Lys, à laquelle fut adjointe une fabrique de coton. Après quelques années, cet agglomérat industriel compta près de 3.000 ouvriers. Cette fabrique était construite dans de vastes bâtiments qui comptaient six étages. C'est alors qu'une usine de même taille de la firme La Gantoise fut édifiée par un concurrent.
De cet ensemble il ne reste plus que la « maison du directeur », Opgeëistenlaan 2 à Gand, devenu un commerce de meubles, et la maison du transformateur électrique, construite par l'architecte Jan-Albert De Bondt.
Félix-Joseph De Hemptinne était franc-maçon et faisait partie de la loge gantoise orangiste Les Vrais Amis.
Il fut député permanent de la province de Flandre-Occidentale.

## Sources
- (nl) Cet article est partiellement ou en totalité issu de l’article de Wikipédia en néerlandais intitulé « Félix-Joseph de Hemptinne » (voir la liste des auteurs).

- Ressource relative à plusieurs domaines :   - ODIS